# Oshima Tsubasa
Tsubasa Oshima (sinh ngày 9 tháng 12 năm 1983) là một cầu thủ bóng đá người Nhật Bản.

## Sự nghiệp câu lạc bộ
Tsubasa Oshima đã từng chơi cho Ventforet Kofu, Fagiano Okayama, Matsumoto Yamaga FC và Kamatamare Sanuki.